# Pouteria altissima
Pouteria altissima là một loài thực vật thuộc họ Sapotaceae. Loài này có ở Burundi, Cameroon, Cộng hòa Trung Phi, Cộng hòa Congo, Cộng hòa Dân chủ Congo, Bờ Biển Ngà, Ethiopia, Gabon, Ghana, Guinea, Kenya, Nigeria, Rwanda, Sierra Leone, Sudan, Tanzania, và Uganda. Chúng hiện đang bị đe dọa vì mất môi trường sống.